# Pentachlaena
Pentachlaena es un género de árboles  pertenecientes a la familia Sarcolaenaceae.  El género tiene tres especies nativas de  Madagascar.

## Especies
- Pentachlaena betamponensis Lowry & al.
- Pentachlaena latifolia H.Perrier
- Pentachlaena orientalis Capuron